# George Mantello
George Mantello (Lekence, 11 dicembre 1901 – 25 aprile 1992) è stato un imprenditore ungherese con varie attività diplomatiche, nato in una famiglia ebrea della Transilvania, ha contribuito a salvare migliaia di ebrei ungheresi dalla Shoah mentre lavorava per il consolato salvadoregno a Ginevra, in Svizzera (1942 - 1945) sotto la protezione del console José Castellanos Contreras, fornendo loro visti di cittadinanza salvadoregna fittizi. A metà del 1944, diffuse notizie in merito alla deportazione degli ebrei ungheresi nel campo di sterminio di Auschwitz-Birkenau, tale atto ebbe un grande impatto sui soccorsi e fu un importante fattore che portò Miklós Horthy, reggente del Regno d'Ungheria, a fermare i trasporti verso Auschwitz.

## Biografia
È nato György Mandl da genitori ebrei ortodossi, Baruch Yehudah Mandl e Ida Mandl (nata Spitz) a Lekence, Regno d'Ungheria (oggi Lechința, Romania), nella regione storica della Transilvania, con abitanti etnici principalmente rumeni, ungheresi e tedeschi, che è passata di mano tre volte tra l'Ungheria e la Romania durante il XX secolo. Durante la giovinezza di Mantello, la Transilvania faceva parte dell'Ungheria, a sua volta parte dell'Impero austro-ungarico; dopo la prima guerra mondiale entrò a far parte della Romania, ma nel 1940 l'Ungheria recuperò la parte settentrionale della regione storica, compresa la regione natale di Mantello, grazie al Secondo arbitrato di Vienna. Sia l'Ungheria che la Romania erano alleati della Germania nazista, e Mantello dovette prima usare tutte le sue notevoli capacità e conoscenze per salvare se stesso, sua moglie e suo figlio dalla deportazione nazista fuggendo in Svizzera.
David Kranzler scrive che suo nonno paterno era un rabbino, R. Yitzchok Yaakov Mandl, che suo padre possedeva un mulino e che la famiglia era considerata benestante. Mantello aveva tre sorelle e due fratelli, uno dei quali, Josef Mandl, fu coinvolto nel lavoro di salvataggio di Mandl-Mantello. Mantello è sepolto nel cimitero di Gerusalemme Har HaMenuchot.

## Seconda guerra mondiale
Mantello divenne un produttore di tessuti a Bucarest, dove conobbe negli anni '30 il console salvadoregno, il colonnello José Arturo Castellanos. Dopo essere fuggito in Svizzera dalla Romania, è andato a lavorare per Castellanos presso il consolato salvadoregno a Ginevra come Primo Segretario. Lui e il colonnello Castellanos hanno rilasciato un gran numero di certificati salvadoregni che sono stati introdotti clandestinamente nei territori occupati dai nazisti e hanno salvato molti ebrei.
Nel 1944 fu coinvolto nello sforzo di fermare la deportazione degli ebrei ungheresi ad Auschwitz. Mantello ha inviato in Ungheria il suo amico, un diplomatico dalla Romania, Florian Manoliu, per scoprire cosa stava succedendo lì. Manoliu andò a Budapest, ottenne i rapporti dal vice console svizzero Carl Lutz il 19 giugno 1944, e tornò immediatamente a Ginevra.
Uno dei rapporti era probabilmente la versione ridotta (di 5 pagine) del rabbino Chaim Michael Dov Weissmandel dei protocolli di Auschwitz (di 33 pagine): sia il rapporto Vrba-Wetzler che il Rosin-Mordowicz. I rapporti descrivevano in dettaglio le operazioni del campo di sterminio di Auschwitz-Birkenau. Il secondo rapporto era un comunicato ungherese di 6 pagine che descriveva in dettaglio la ghettizzazione e la deportazione verso Auschwitz, città per città, dei 435.000 ebrei ungheresi, aggiornato al 19 giugno 1944.
Contrariamente a molti leader che hanno ricevuto questi rapporti e non sono riusciti a darne seguito, con grande aiuto del pastore svizzero Paul Vogt, Mantello ne ha diffuso i dettagli entro un giorno dalla loro ricezione. Ciò ha innescato una significativa protesta in Svizzera, comprese durante le messe domenicali, le proteste di strada e la campagna stampa svizzera; oltre 400 titoli della stampa svizzera hanno chiesto, contro le norme vigenti sulla censura, la fine delle deportazioni. Il pastore Paul Vogt ha scritto un bestseller "Sono io il custode di mio fratello?" ("Soll ich meines Bruders Hütter sein?").
La pubblicazione del rapporto e le numerose proteste su larga scala in Svizzera hanno portato alla lettera di Winston Churchill:
 Come risultato della copertura della stampa, i leader mondiali hanno lanciato appelli e avvertimenti al reggente ungherese, Miklós Horthy, e ai trasporti di massa, che avevano deportato 12.000 ebrei ogni giorno dal 15 maggio 1944, si conclusero il 9 luglio 1944. La tregua delle deportazioni ha permesso di organizzare importanti attività di soccorso in Ungheria, come le missioni di Raoul Wallenberg e Carl Lutz.

## Onorificenze
In riconoscimento del suo grande contributo alle sue attività di soccorso, Mantello ha ricevuto un dottorato onorario dalla Yeshiva University di New York.
C'è da considerare che György Mandl / George Mantello era ebreo: ciò lo rese ineleggibile per il titolo di Giusto tra le nazioni, tale riconoscimento era conferito da Israele ai soli non ebrei che salvarono altri ebrei durante l'Olocausto.

### Video
- George Mandel-Mantello and his Mission to Rescue Europe's Jews (Curators Corner #7), su youtube.com.
- Glass House, su youtube.com.
- David Kranzler z"l - Four Jewish Rescuers., su youtube.com.
- International Rescuer Day 2006 at Hebrew University - Dr. David Kranzler - Rescue by Swiss People, su youtube.com.
- Prof. David Kranzler: Rescue by El Salvador, its diplomat George Mantello & Swiss People (Feb 2003), su youtube.com.
- Prof. David Kranzler: George Mantello, a Jewish Wallenberg who Stopped the Trains to Auschwitz, su youtube.com.
- The Rescuers (song), su youtube.com.

| Controllo di autorità | VIAF (EN) 18455908 · ISNI (EN) 0000 0001 0128 2626 · LCCN (EN) n00045577 · GND (DE) 122717902 · BNF (FR) cb14576289m (data) · J9U (EN, HE) 987007265077205171 |